# دانوپرویر
دانوپرویر (انگلیسی: Danoprevir) (INN) یک مهارکننده پپتیدومیمتیک ماکروسیکلیک ۱۵ عضوی پروتئاز NS3/4A HCV است.  حاوی آسیل سولفونامید، فلوروایزویندول و ترت بوتیل کاربامات است. دانوپرویر یک کاندیدای بالینی است که بر اساس نمایه قدرت مطلوبش در برابر چندین ژنوتیپ HCV 1-6 و جهش یافته های کلیدی (GT1b، IC50 = 0.2-0.4 نانومتر؛ replicon GT1b، EC50 = 1.6 نانومتر) است. دانوپرویر در یک کارآزمایی بالینی برچسب باز و تک بازویی در ترکیب با ریتوناویر برای درمان COVID-19 ارزیابی شده است و در کارآزمایی دوم با لوپیناویر/ریتوناویر به طور مطلوب مقایسه شده است.